# (19582) Blow
(19582) Blow (1999 NL4) – planetoida z grupy pasa głównego asteroid okrążająca Słońce w ciągu 4,18 lat w średniej odległości 2,59 j.a. Odkryta 13 lipca 1999 roku.